# Novi Bolman
Novi Bolman – wieś w Chorwacji, w żupanii osijecko-barańskiej, w gminie Jagodnjak. W 2011 roku liczyła 122 mieszkańców.